# Dollar (serie de televisión)
Dollar (en español "dólar") es una serie de televisión online libanesa, protagonizada por Amel Bouchoucha y Adel Karam. La trama gira en torno a Tarek, a quien se le da el objetivo de tener una idea para ganar un millón de dólares para el lanzamiento de un nuevo banco. Es una serie original de Netflix en árabe.

## Reparto
- Amel Bouchoucha, como Zeina
- Adel Karam, como Tarek

## Lanzamiento
Dollar fue estrenada el 8 de agosto de 2019, en la plataforma de streaming Netflix.